# Suillus americanus
Bolet d'Amérique
Espèce
Le Bolet d'Amérique, Suillus americanus, est une espèce de champignons basidiomycètes de la famille de Suillaceae.